# Corallus cookii
Corallus cookii là một loài rắn trong họ Boidae. Loài này được Gray mô tả khoa học đầu tiên năm 1842.